# Construcciones y Auxiliar de Ferrocarriles
Construcciones y Auxiliar de Ferrocarriles (сокр. CAF) — испанская компания, работающая в области машиностроения. Штаб-квартира расположена в Беасайне. CAF является одним из крупнейших в мире производителей рельсовых подвижных составов, выпускает поезда для метрополитенов, железных дорог, трамваи, высокоскоростные поезда и пр. Поглощённая в 2018 году польская дочерняя компания Solaris Bus & Coach выпускает автобусы и троллейбсы.

## История

### Fábrica de Hierros San Martín
В 1860 году Доминго Гойтия (исп. Domingo Goitia), Мартин Усабиага (Martín Usabiaga) и Хосе Франсиско Аран (José Francisco Aran) основали компанию, которая занималась пудлингованием и прокаткой цилиндров.

### La Maquinista Guipuzcoana
В 1892 году Франсиско де Гойтия (Francisco de Goitia), сын и наследник Доминго Гойтии, совместно с маркизом де Урхико (marquesado de Urquijo) основал компанию La Maquinista Guipuzcoana (с исп. — «Гипусконские машины»), деятельностью которой стала работа с оборудованием и производство рельсового подвижного состава.
В 1898 году был основан завод в Беасайне, Гипускоа (место расположения центрального завода и штаб-квартиры по настоящее время). В 1905 году название было изменено на Fábrica de Vagones de Beasain (FVB; «Вагонный завод Беасайна»).

### Compañía Auxiliar de Ferrocarriles
Compañía Auxiliar de Ferrocarriles (CAF) была образована в 1917 году (считается «годом рождения» CAF), специализировалась на товарных вагонах, штат сотрудников 1600 человек.
В 1940 году открылся завод в Ируне, чтобы удовлетворить потребности Испании после гражданской войны.
В 1954 году компания получила контроль над Material Móvil y Construcciones (MMC) — предприятием в Сарагосе, специализировавшееся на производстве поездов дальнего следования и вагонов метро.
В 1969 году в компании был открыт департамент R&D, чтобы усилить позиции компании в технологиях.

### Construcciones y Auxiliar de Ferrocarriles
В 1971 году CAF (Compañía Auxiliar de Ferrocarriles на тот момент) получила современную расшифровку.
В период с 1988 по 1994 год компания провела реорганизацию и модернизацию предприятий, а в 1990 году участвовала в постройке поездов для первой скоростной линии AVE (поезда были построены Alstom на базе TGV Atlantique, но с участием CAF).
С 1992 года CAF начала выход на международный рынок, как в форме экспорта продукции, так и созданием технических баз. В конце 1990-х годов компания выиграла несколько важных тендеров, в том числе на поставку вагонов метро для Вашингтонтонского метрополитена (США), поездов для аэропортовых экспрессов в Хитроу (Великобритания) и Гонконге.
В сентябре 2018 года была куплена польская компания Solaris Bus & Coach.

## Акционеры
Торги акциями компании проводят на Мадридской фондовой бирже.
В таблице ниже приведены главные акционеры, с долей акций более 3 %.
| Акционер     | Акции   | Компания                                        |
| ------------ | ------- | ----------------------------------------------- |
| BNP Paribas  | 5,473 % | BNP PARIBAS SECURITIES SERVICES LUX A/C CEDA    |
| Сотрудники   | 29,56 % | CARTERA SOCIAL, S.A.                            |
| Kutxabank    | 19,06 % | CK Corporación Kutxa, S.L.                      |
| Banca Cívica | 3,010 % | Compañía Andaluza de Rentas e Inversiones, S.A. |

## Деятельность
Производственные мощности по выпуску рельсового транспорта имеются в Испании, Франции, Великобритании, США, Бразилии и Мексике. Автобусы производятся в Польше.
Выручка компании за 2023 год составила 3,83 млрд евро, из них 12 % пришлось на Испанию, 60 % — на остальную Европу, 12 % — на Америку, 8 % — на Азиатско-Тихоокеанский регион, 8 % — на другие регионы. Продажи рельсового подвижного состава составили 1,746 млрд евро, их них 972 млн — поезда, 263 млн — вагоны метро, 468 млн — трамваи; обслуживание и продажа запчастей принесла 587 млн евро, продажи автобусов — 819 млн, проадажи другого оборудования — 674 млн евро.

## Продукция

### Вагоны метро
| Город                       | Количество             | Дата заказа                                            | Особенности | Изображение |
| --------------------------- | ---------------------- | ------------------------------------------------------ | --- | ----------- |
| Алжир · Алжир               | 14                     | 2006 Поставки: 2010                                    | 6-вагонные составы Помимо поставки вагонов, CAF занималась оборудованием линии (сигнальное оборудование, электрооборудование пр.)     |             |
| Бельгия · Брюссель          | 15+6                   | 2004, 2006 Поставки: ?, 2011                           | 6-вагонные составы для линии 2 |             |
| Бразилия · Сан-Паулу        | 17                     | Поставки: 2010                                         | 6-вагонные составы для линий 1 и 3 |             |
| Бразилия · Сан-Паулу        | 25                     | 2011 Поставки: с 2013                                  | 6-вагонные составы для линии 5 |             |
| Венесуэла · Каракас         | 48 составов            |                                                        | 7-вагонные составы для линии 1 Помимо поставки вагонов, CAF занималась оборудованием линии (светосигнальное, электроподстанции и пр.) |             |
| Индия · Калькутта           | 14 составов            | 2012 Поставки: с 2014                                  | 6-вагонные составы для линии 2 |             |
| Испания · Барселона         |                        |                                                        | Серия 1000. Выведены из эксплуатации                                                                                                  |             |
| Испания · Барселона         |                        | Серия 1100. Выведены из эксплуатации                   | |             |
| Испания · Барселона         |                        | Поставки: 1997—2001                                    | Серия 2000, серия 2100, серия 500(модификация серии 2100 для линии 11); 5-вагонные составы                                            |             |
| Испания · Барселона         | 42 состава обеих серий |                                                        | Серия 3000, серия 4000 |             |
| Испания · Барселона         | 39 составов            | 2003                                                   | Серия 5000, 5-вагонные составы |             |
| Испания · Барселона         | 10 составов            | 2005 Поставки: 2007—2008                               | Серия 6000, 5-вагонные составы |             |
| Испания · Бильбао           | 24 состава             | Поставки: 1995—1996                                    | Серия 500, 4-вагонные составы с возможностью добавления 5-го вагона                                                                   |             |
| Испания · Бильбао           | 13 составов            | Поставки: 2000—2001                                    | Серия 550, 4-вагонные составы с возможностью добавления 5-го вагона                                                                   |             |
| Испания · Бильбао           | 9 составов             | Поставки: 2009—2010                                    | Серия 600, 5-вагонные составы |             |
| Испания · Мадрид            |                        | Поставки: с 1985                                       | Серия 2000 |             |
| Испания · Мадрид            |                        | Поставки: с 1995                                       | Серия 2000B, усовершенствование серии 2000 в партнерстве с Bombradier                                                                 |             |
| Испания · Мадрид            | 90 составов            | 2004 Поставки: 2006—2008                               | Серия 3000 |             |
| Испания · Мадрид            | 130+65+24+36           | Поставки: 1974—1976, 1982—1986, 1987, 1993(заказ 1991) | Серия 5000, двухвагонные составы. Эксплуатировались до 2011 года, несколько двухвагонных составов в сцепке.                           |             |
| Испания · Мадрид            |                        | Поставки: 1998                                         | Серия 6000. Двухвагонные составы, эксплуатируются в сцепке. Разрабатывался совместно с Alstom и Siemens                               |             |
| Испания · Мадрид            |                        | Поставки: 2001—2003, 2008—2011                         | Серия 8000, серия 8100, серия 8400. Разрабатывались совместно с Alstom, Bombardier и Siemens.                                         |             |
| Испания · Пальма-де-Майорка | 6 составов             | Поставки: 2007                                         | Серия 3000, 2-вагонные составы |             |
| Италия · Рим                | 45                     | 2001 Поставки: 2004—2006                               | 6-вагонные составы |             |
| Италия · Рим                | 15                     | 2012                                                   | Новые 6-вагонные составы для линии B и её нового участка B1                                                                           |             |
| Колумбия · Медельин         | 12 составов            | 2009 Поставки: с 2011                                  | 3-вагонные составы |             |
| Мексика · Мехико            | 15 составов            | 1992 Поставки: 1992—1994                               | Модель NE-92, 9-вагонные составы на шинах                                                                                             |             |
| Мексика · Мехико            | 45 составов            | 2002 Поставки: 2004—2006                               | Модель NM-02, 9-вагонные составы на шинах. Создавались и производились в партнерстве с Bombardier                                     |             |
| Мексика · Мехико            | 9 составов             | 2007 Поставки: с 2009                                  | Модель FE-07, 9-вагонные составы |             |
| Мексика · Мехико            | 30 составов            | 2010 Поставки: с 2012                                  | Модель FE-10, 7-вагонные составы |             |
| Румыния · Бухарест          | 16                     | 2011 Поставки: 2013                                    | 6-вагонные составы для новой линии 5                                                                                                  |             |
| США · Вашингтон             | 96                     | Поставки: 2001—2004                                    | 2-вагонные составы |             |
| Турция · Стамбул            | 30 составов            | 2009 Поставки: 2011—2012                               | 4-вагонные составы для линии M4 |             |
| Финляндия · Хельсинки       | 20                     | 2012 Поставки: с конца 2014                            | Дизайн будет схож с используемыми в Хельсинки M200; предполагается автоведение                                                        |             |
| Чили · Сантьяго             | 20+12 составов         | 2007 Поставки: 2009—2010, ?                            | 9-вагонные составы |             |

### Трамваи
Модельный ряд трамваев представлен семейством Urbos. По состоянию на июль 2013 трамваи Urbos трёх поколений поставлены в 22 города Испании, Турции, Бразилии, Сербии, Венгрии, Великобритании, Франции, Швеции, Тайваня и США. В семействе имеются самые длинные в мире 9-секционные 56-метровые сочленённые трамваи CAF Urbos 3/9, которые эксплуатируются в Будапеште с 2016 г.

### Лёгкорельсовые системы
| Город                            | Количество  | Дата заказа              | Особенности | Изображение |
| -------------------------------- | ----------- | ------------------------ | --- | ----------- |
| Аргентина · Большой Буэнос-Айрес | 9 составов  | Поставки: 1995           | Составы для легкорельсовой железнодорожной системы Tren de la Costa Большого Буэнос-Айреса. Двухвагонные составы со сквозным проходом. |             |
| Испания · Валенсия               | 40 составов | ~1987-1994 (?)           | Серия 3700. Используется в метрополитене Валенсии, однако производитель классифицирует эти составы не как продукт для метро, а как продукт для легкорельсового транспорта. |             |
| Испания · Кадис                  | 7 составов  | 2009                     | Составы для новой строящейся легкорельсовой системы Кадиса, которая будет одновременно как городским транспортом, так и будет соединять город с аэропортом и другими городами Андалусии. Технически составы проектировались на основе трамваев семейства Urbos, однако они не низкопольные (55 % низкого пола). Тележки приспособлены для движения по обычным железнодорожным линиям. Интересной особенностью является наличие дверей вдоль вагона на разных уровнях — для посадки с железнодорожных платформ и трамвайных платформ. |             |
| Мексика · Монтеррей              | 22 состава  | Поставки: 2004—2005      | Модель MM93 для системы скоростного городского транспорта Metrorrey. Составы двухвагонные, со сквозным проходом. |             |
| Нидерланды · Амстердам           | 37 составов | Поставки: 1996—1997      | Серия M4 / S3. S3 имеет полноценный пантограф, а M4 предназначены для питания от третьего рельса. Формально поезда относятся к Амстердамскому метрополитену, однако линии, на которых эксплуатируются поезда, можно классифицировать как промежуточное звено между лёгким метро и скоростным трамваем. Составы двухвагонные со сквозным проходом, используются два состава в сцепке. |             |
| США · Питтсбург                  | 28 составов | 2000 Поставки: 2003—2004 | Двухвагонные составы со сквозным проходом для легкорельсовой системы Питтсбурга. Помимо поставки 28 новых составов, CAF провёл глубокую модернизацию составов Siemens, построенных в середине 80-х — 40 по контракту 2000 года (модернизация в 2005—2006), и ещё 15 в 2007—2008. |             |
| США · Сакраменто                 | 20 составов | Поставки: 2003           | Серия 200 для легкорельсовой системы Сакраменто. Двухвагонные составы со сквозным проходом. |             |

### Высокоскоростные поезда
| Страна  | Модель          | Дата заказа                  | Количество  | Особенности | Изображение |
| ------- | --------------- | ---------------------------- | ----------- | --- | ----------- |
| Испания | Серия 104 RENFE | 2003                         | 20 составов | Разработан в партнерстве с Alstom (использование технологии Pendolino) для испанских железных дорог (RENFE). Максимальная скорость 250 км/ч. Используется в продуктах RENFE Avant                                                                 |             |
| Испания | Серия 120 RENFE | 2001 Эксплуатация: с 2006    | 12 составов | Максимальная скорость 250 км/ч. Состав состоит из 4 вагонов, эксплуатируются сцепкой двух составов в один. Используется в продуктах RENFE Alvia                                                                                                   |             |
| Испания | Серия 121 RENFE | 2004 Эксплуатация: с 2009    | 29 составов | Конструкция схожа с серией 120. Отличия в электрооборудовании и отсутствии первого класса (все места в поезде по схеме 2+2). Используется в продуктах RENFE Avant                                                                                 |             |
| Турция  | TCDD HT65000    | 2005 Поставки: с 2007        | 12 составов | Модель для TCDD, является производной от серии 120 RENFE. Максимальная скорость 250 км/ч. Составы состоят из 6 вагонов с возможностью увеличения до 8. Обслуживают линии Анкара—Эскишехир и Анкара—Конья                                          |             |
|         | CAF Oaris       | Прототип выпущен в 2011 году |             | На данный момент поезд проходит испытания. Максимальная скорость 350 км/ч. Доступны варианты составов в 4, 6 и 8 вагонов. Предполагается, что заказчиком будет RENFE, и по испанской классификации поезд будет иметь обозначение RENFE серия 105. |             |

## Заводы
| Завод                    | Общая площадь (м2) | Площадь зданий (м2) | Деятельность                                                                                  |
| ------------------------ | ------------------ | ------------------- | --------------------------------------------------------------------------------------------- |
| Испания: Беасайн         | 446.000            | 180.800             | Центральный завод. Производство всех типов продукции, в том числе оси и колёсные пары.        |
| Испания: Сарагоса        | 300.000            | 93.200              | Производство различной ж/д техники (аналогично заводу в Беасайне, кроме осей и колесных пар). |
| Испания: Ирун            | 55.800             | 21.000              | Производство различной ж/д техники (аналогично заводу в Беасайне, кроме осей и колесных пар). |
| Франция: Баньер-де-Бигор | 42.000             | 23.500              | Производство различной ж/д техники (аналогично заводу в Беасайне, кроме осей и колесных пар). |
| США: Элмайра             | 154.000            | 36.500              | Производство различной ж/д техники (аналогично заводу в Беасайне, кроме осей и колесных пар). |
| Бразилия: Ортоландия     | 200.000            | 47.500              | Производство различной ж/д техники (аналогично заводу в Беасайне, кроме осей и колесных пар). |
| Мексика: Уэуэтока        | 77.600             | 12.000              | Производство различной ж/д техники (аналогично заводу в Беасайне, кроме осей и колесных пар). |
| Испания: Кастехон        | 40.000             | 19.000              | Производство различной ж/д техники (аналогично заводу в Беасайне, кроме осей и колесных пар). |
| Испания: Линарес         | 18.190             | 11.000              | Доводка и испытания поездов                                                                   |
| Испания: Лерида          | 18.190             | 9.000               | Техническое обслуживание, ремонт, модернизация подвижного состава                             |